# Torneo di Bled 1931

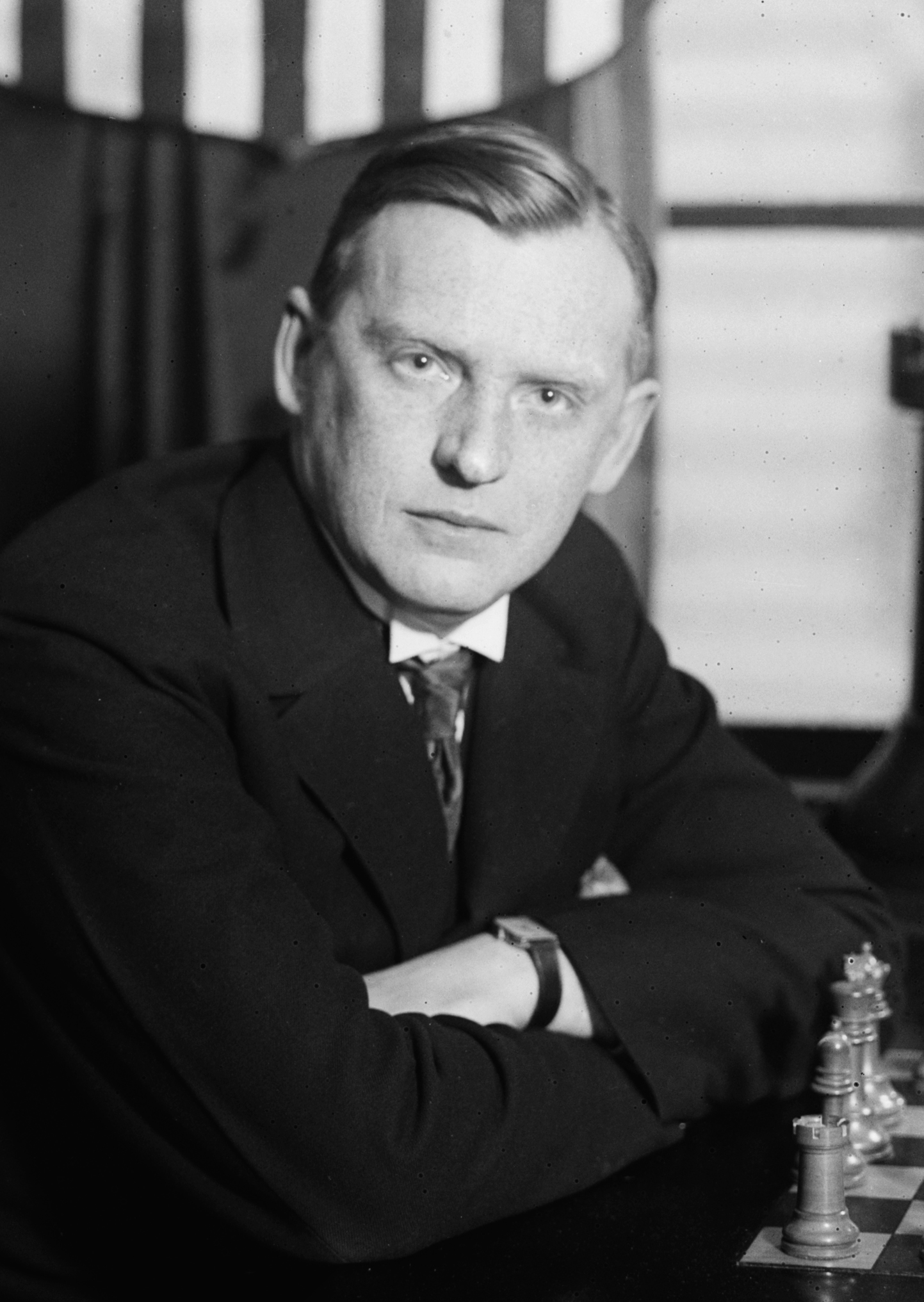
Il vincitore del torneo, Aleksandr Alechin

Il torneo di Bled 1931 è stato un torneo internazionale di scacchi svoltosi a Bled,  nel Regno di Jugoslavia, dal 23 agosto al 29 settembre 1931. 

## Torneo
Promotore del torneo fu Milan Vidmar, nativo della vicina città di Lubiana, che contattò Hans Kmoch per invitare i maggiori giocatori dell'epoca. Capablanca non fu invitato a causa delle dispute con l'allora campione del mondo Alechin, mentre Rubinstein fu invitato ma accettò troppo tardi e fu sostituito da Stoltz. Quattordici maestri presero parte al torneo, che si svolse nell'Hotel Toplice di Bled ad eccezione del 19º turno, che si giocò invece a Lubiana.
Alechin vinse imbattuto con cinque punti e mezzo di vantaggio sul secondo classificato Bogoljubov, un distacco record rimasto ineguagliato nella storia degli scacchi. La sua superiorità fu definita "umiliante" dai suoi avversari e Nimzowitsch commentò così questo risultato: - "Gioca con noi come con dei bambini".

## Tabella del torneo
| #  | Giocatore          | 1  | 2  | 3  | 4  | 5  | 6  | 7  | 8  | 9  | 10 | 11 | 12 | 13 | 14 | Totale |
| -- | ------------------ | -- | -- | -- | -- | -- | -- | -- | -- | -- | -- | -- | -- | -- | -- | ------ |
| 1  | Aleksandr Alechin  | ** | 1½ | 11 | ½½ | 1½ | 1½ | 11 | 1½ | ½½ | 1½ | 11 | 11 | ½½ | 11 | 20½    |
| 2  | Efim Bogoljubov    | 0½ | ** | ½0 | 11 | 0½ | 11 | 1½ | 10 | 0½ | 01 | 00 | 11 | ½1 | 11 | 15     |
| 3  | Aaron Nimzowitsch  | 00 | ½1 | ** | 00 | ½½ | 11 | 0½ | ½½ | ½1 | ½½ | 1½ | 1½ | 11 | 0½ | 14     |
| 4  | Isaac Kashdan      | ½½ | 00 | 11 | ** | ½½ | 0½ | 1½ | 00 | ½½ | 1½ | 10 | 11 | ½½ | ½½ | 13½    |
| 5  | Milan Vidmar       | 0½ | 1½ | ½½ | ½½ | ** | ½0 | ½0 | ½½ | ½0 | 11 | ½½ | ½1 | ½1 | ½½ | 13½    |
| 6  | Salo Flohr         | 0½ | 00 | 00 | 1½ | ½1 | ** | ½½ | 10 | ½1 | 1½ | 11 | ½0 | ½1 | ½½ | 13½    |
| 7  | Gösta Stoltz       | 00 | 0½ | 1½ | 0½ | ½1 | ½½ | ** | 11 | ½1 | ½½ | ½1 | 00 | 01 | 1½ | 13½    |
| 8  | Savelij Tartakover | 0½ | 01 | ½½ | 11 | ½½ | 01 | 00 | ** | ½½ | ½0 | ½½ | 11 | ½½ | ½½ | 13     |
| 9  | Rudolf Spielmann   | ½½ | 1½ | ½0 | ½½ | ½1 | ½0 | ½0 | ½½ | ** | ½½ | 0½ | 00 | 1½ | 11 | 12½    |
| 10 | Borislav Kostić    | 0½ | 10 | ½½ | 0½ | 00 | 0½ | ½½ | ½1 | ½½ | ** | ½½ | 01 | 1½ | 11 | 12½    |
| 11 | Géza Maróczy       | 00 | 11 | 0½ | 01 | ½½ | 00 | ½0 | ½½ | 1½ | ½½ | ** | ½1 | ½½ | ½½ | 12     |
| 12 | Edgar Colle        | 00 | 00 | 0½ | 00 | ½0 | ½1 | 11 | 00 | 11 | 10 | ½0 | ** | 0½ | 11 | 10½    |
| 13 | Lajos Asztalos     | ½½ | ½0 | 00 | ½½ | ½0 | ½0 | 10 | ½½ | 0½ | 0½ | ½½ | 1½ | ** | 0½ | 9½     |
| 14 | Vasja Pirc         | 00 | 00 | 1½ | ½½ | ½½ | ½½ | 0½ | ½½ | 00 | 00 | ½½ | 00 | 1½ | ** | 8½     |